# Mantella madagascariensis
Mantella madagascariensis es una especie de anfibio anuro de la familia Mantellidae.

## Distribución geográfica
Esta especie es endémica de Madagascar. Habita entre los 700 y 1050 m sobre el nivel del mar en Niagarakely en el parque nacional Ranomafana.

## Descripción
Mantella madagascariensis mide de 20 a 27 mm.

## Etimología
El nombre de su especie, compuesto de madagascar(i) y el sufijo latín -ensis, significa "que vive, que habita", y le fue dado en referencia al lugar de su descubrimiento.

## Publicaciones originales
- Grandidier, 1872 : Descriptions de quelques Reptiles nouveaux découverts à Madagascar en 1870. Annales des sciences naturelles-zoologie et biologie animale, sér. 5, vol. 15, p. 6-11[6]
- Roux, 1935 : Sur un nouveau batracien de Madagascar (Mantella loppei n. sp.). Bulletin de la Société Zoologique de France, vol. 60, p. 441-443.